# Mie (prefektura)
Mie (japanski: kanji ((三重県, romaji: Mie-ken) je prefektura u današnjem Japanu. 
Nalazi se na istočnoj obali južnog dijela otoka Honshūa na obali zaljeva Isea, na istočnoj obali poluotoka Kiija. Nalazi se u chihō Kansaiju.
Glavni je grad Tsu.
Organizirana je u 7 okruga i 29 općina. ISO kod za ovu pokrajinu je JP-24.
1. travnja 2010. u ovoj je prefekturi živjelo 1,855.177 stanovnika.
Simboli ove prefekture su cvijet perunike (Iris ensata), drvo japanske kriptomeerije (Cryptomeria japonica), ptica morski kulik (Charadrius alexandrinus) i japanski jastog (Panulirus japonicus).